# Zaragoza Hurricanes
Zaragoza Hurricanes (español: Huracanes de Zaragoza) es un equipo de fútbol americano de Zaragoza (España).

## Historia
El equipo se creó en 2005 con la intención de revitalizar el fútbol americano de competición, que había desaparecido con la defunción, en 2004, de los Zaragoza Lions. Los Lions, que se fundaron en 1989 con el apoyo de los norteamericanos de la Base Aérea de Zaragoza, llegaron a disputar la final de 2001 de la Liga Nacional de Fútbol Americano, clasificándose para la competición europea de la temporada 2002. 
Tras varias temporadas compitiendo en la LNFA 2, Hurricanes debutó en la LNFA en la temporada 2010, con un balance de 3 victorias, 4 derrotas y 1 empate. En 2011 ya consiguió más victorias que derrotas (4-3-1) y en 2012 mejoró a 5 victorias-2 derrotas-1 empate, metiéndose en los play-offs de clasificación para la LNFA-Elite, en los que llegó a semifinales. A su vez, también en 2012, el equipo juvenil quedó subcampeón de la Liga Nacional de Fútbol Americano Junior después de llegar a la final nacional y el equipo cadete se proclamó campeón de España.
En septiembre de 2017 se fusionó con Zaragoza Hornets.